# Tramway de Winterthur

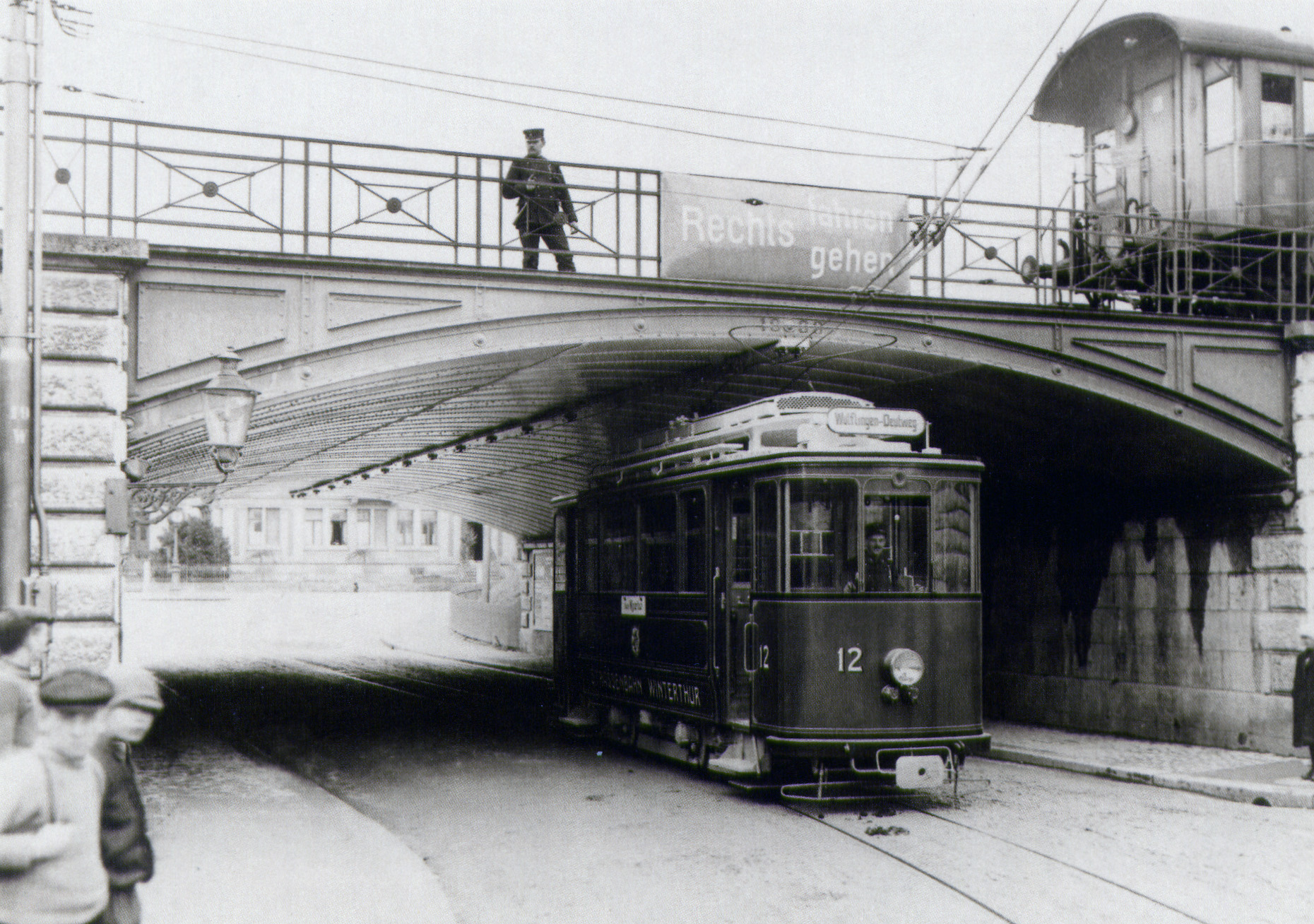
La motrice n°12 passe sous le pont de la gare.

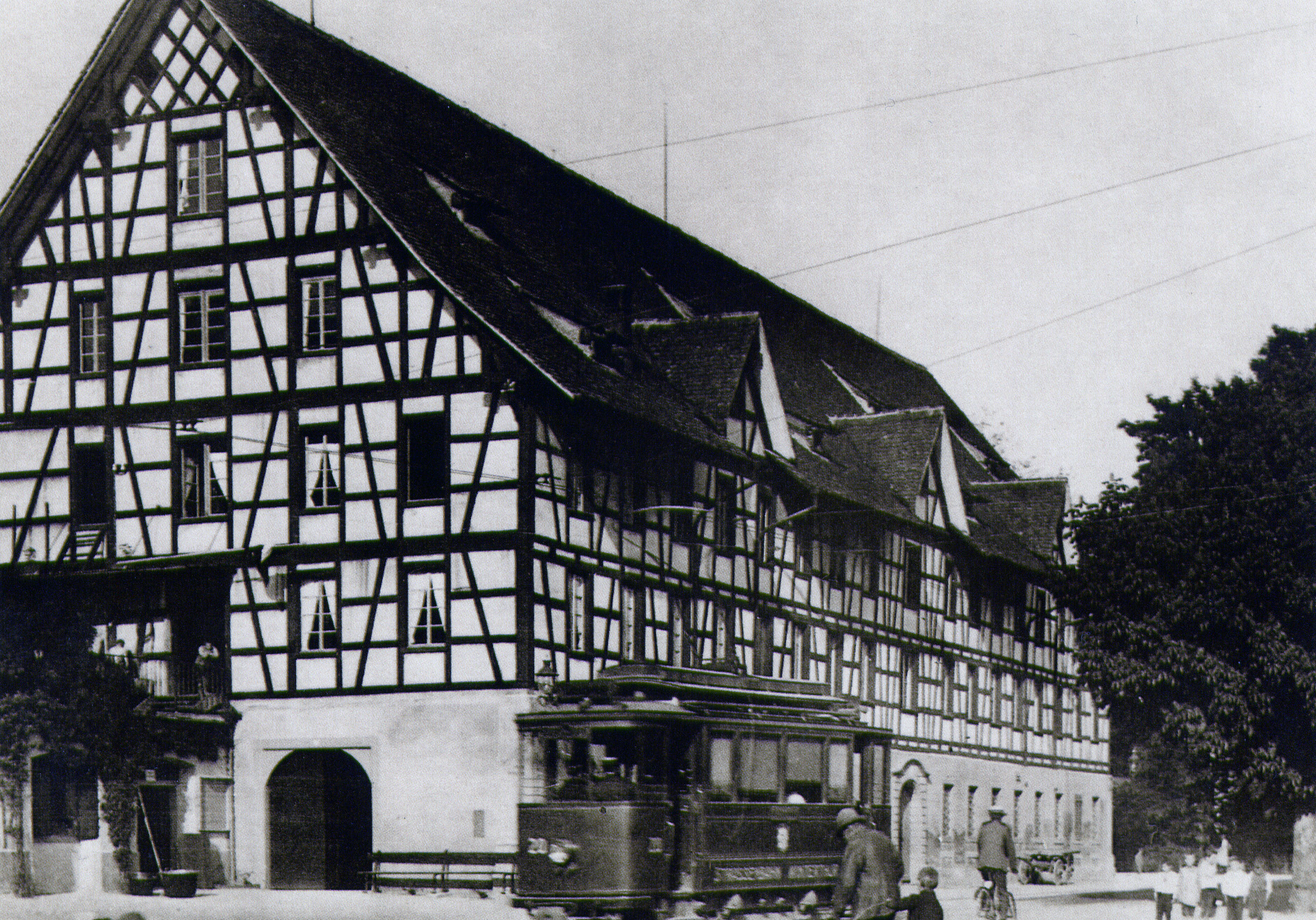
Tram n°20 dans la vieille ville.

Le Tramway de Winterthur a fonctionné dans la  ville de Winterthour dans le  canton de Zurich en Suisse entre 1898 et 1951. 
La première ligne est ouverte par la compagnie du tramway Winterthur -Toss le  13 juillet 1898.
En 1900, le premier janvier, l'exploitation de cette ligne est reprise par la Stadtische Städtische Strassenbahn Winterthur (Compagnie  des tramways municipaux de Winterthur).
En 1940, le 16 mai, la Verkehrsbetriebe Winterthur (compagnie des transports de Winterthur) assure l'exploitation du réseau.
La dernière ligne de tramway disparait le 3 novembre 1951.

## Lignes
- Ligne 1: Oberwinterthur – Gare centrale – Toss[4],
- Ligne 2: Wülflingen – Gare centrale – Deutweg – Seen,

Le dépôt se trouvait à Deutweg 

## Matériel roulant
Motrices
- N° 1 à 4: motrices à 3 essieux livrées en 1898,
- N° 1 à 5: motrices à 2 essieux livrées en 1931,
- N° 11 à 20: motrices à 2 essieux livrées en 1914,
- N° 21 à 22: motrices à 2 essieux livrées en 1919,
- N° 31 à 33: motrices à 2 essieux livrées en 1921,

Remorques
- N°5: remorque à 2 essieux livrée en 1898
- N° 51 à 57: remorques à 2 essieux livrées en 1919
- N° 61 à 65: remorques à 2 essieux mises en service en 1921, ex motrices 1 à 4 de 1898,
- N° 71 à 72: remorques à 2 essieux
- N°81:remorque à 3 essieux livrée en 1931[6]